# Handroanthus

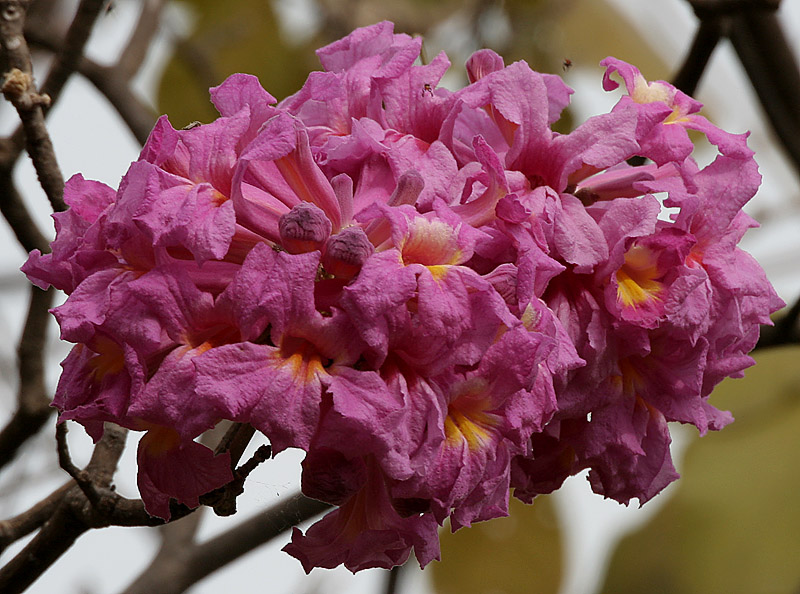
Inflorescência.

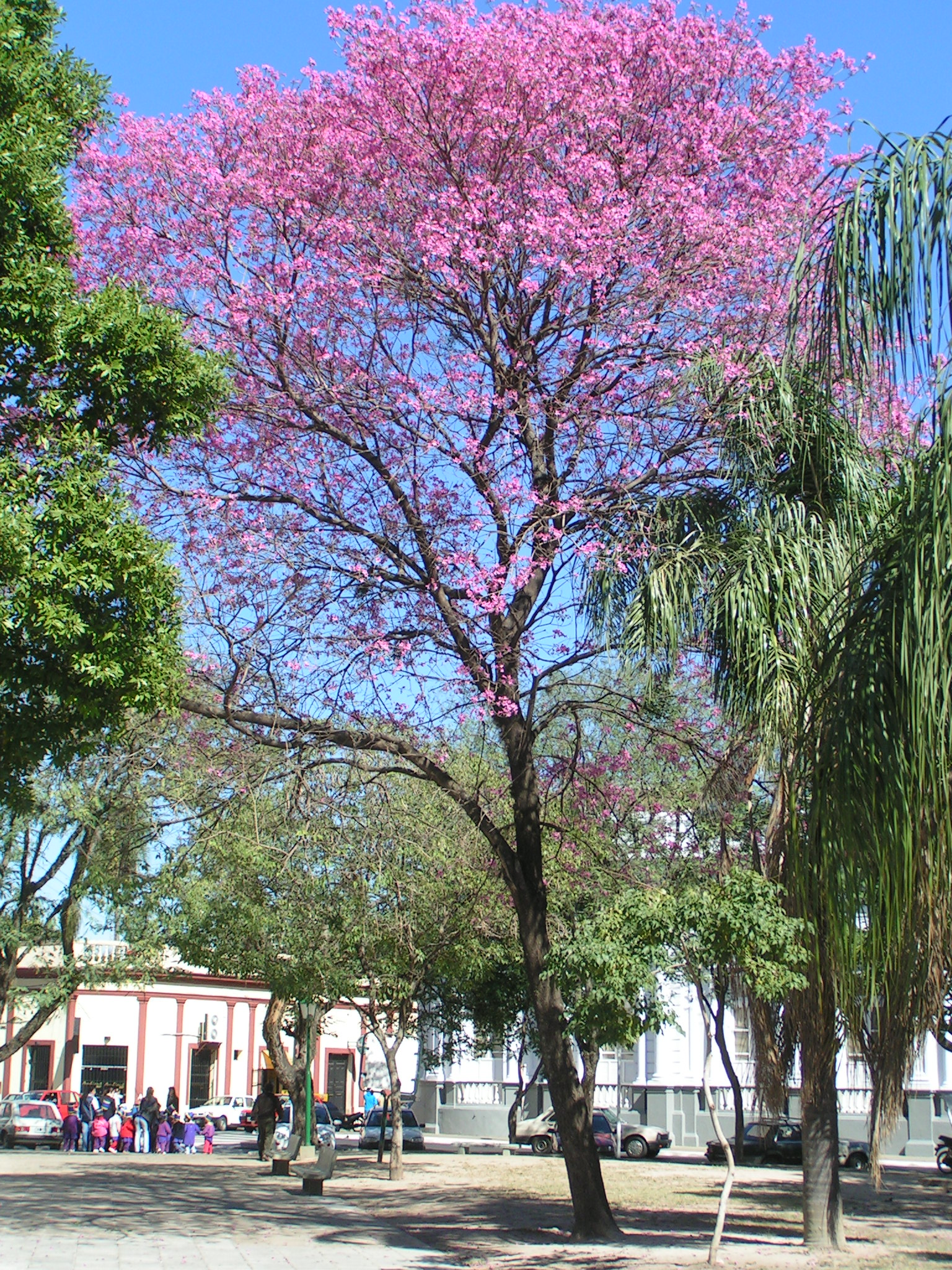
Em arborização urbana na Argentina.

Handroanthus Mattos, é um género de plantas arbóreas pertencente à família Bignoniaceae, nativo das regiões quentes das Américas, com distribuição natural desde o México ao Uruguai e à Argentina. Até à primeira década do século XXI as espécies que ora o constituem estavam incluídas no género Tabebuia. Neste gênero incluem-se grande parte das espécies conhecidas popularmente como "ipês".

## Descrição
O género é bem conhecido pelas suas vistosas flores de cor magenta, rosada ou amarela, que aparecem quando as árvores se encontram desprovidas de folhagem,  no outono,  inverno ou início da primavera. A sua madeira é aproveitada em construção e a infusão feita com o ritidoma de algumas das suas espécies é considerada como tendo propriedades medicinais.

## Taxonomia
O género Handroanthus foi descrito por João Rodrigues de Mattos e publicado em Loefgrenia; communicaçoes avulsas de botânica 50: 1. 1970.  O nome Handroanthus foi dado em homenagem ao botânico brasileiro Oswaldo Handro (1908-1986). A espécie-tipo é Handroanthus albus.

## Espécies
O género inclui as seguintes espécies:
- Handroanthus albus  (Chamisso) J.R. Mattos
- Handroanthus arianeae (A.H.Gentry) S.O.Grose
- Handroanthus barbatus  (E.Mey.) Mattos
- Handroanthus billbergii  (Bureau & K.M. Schumann) S. Grose
- Handroanthus botelhensis (A.H.Gentry) S.O.Grose
- Handroanthus bureavii (Sandwith) S.O.Grose
- Handroanthus capitatus (Bureau & K.Schum.) Mattos
- Handroanthus catarinensis (A.H.Gentry) S.O.Grose
- Handroanthus chrysanthus  (Jacquin) S. Grose
- Handroanthus chrysotrichus  (Martius ex A.P. de Candolle) J.R. Mattos
- Handroanthus coralibe  (Standl.) S.O.Grose
- Handroanthus cristatus  (A.H.Gentry) S.O.Grose
- Handroanthus guayacan  (Seemann) S. Grose
- Handroanthus heptaphyllus  (Vellozo) J.R. Mattos
- Handroanthus impetiginosus  (Martius ex A.P. de Candolle) J.R. Mattos
- Handroanthus incanus  (A.H. Gentry) S. Grose
- Handroanthus lapacho  (K.M. Schumann) S. Grose
- Handroanthus obscurus  (Bureau & K.Schum.) Mattos
- Handroanthus ochraceus  (Chamisso) J.R. Mattos
- Handroanthus pedicellatus (Bureau & K.Schum.) Mattos
- Handroanthus pulcherrimus
- Handroanthus pumilus   (A.H.Gentry) S.O.Grose
- Handroanthus riodocensis   (A.H.Gentry) S.O.Grose
- Handroanthus selachidentatus   (A.H.Gentry) S.O.Grose
- Handroanthus serratifolius  (Vahl) S. Grose
- Handroanthus spongiosus (Rizzini) S.O.Grose
- Handroanthus subtilis  (Sprague & Sandwith) S. Grose
- Handroanthus uleanus   (Kraenzl.) S.O.Grose
- Handroanthus umbellatus  (Sonder) J.R. Mattos
- Handroanthus vellosoi  (Toledo) J.R. Mattos